# مسجد بنيا باشي

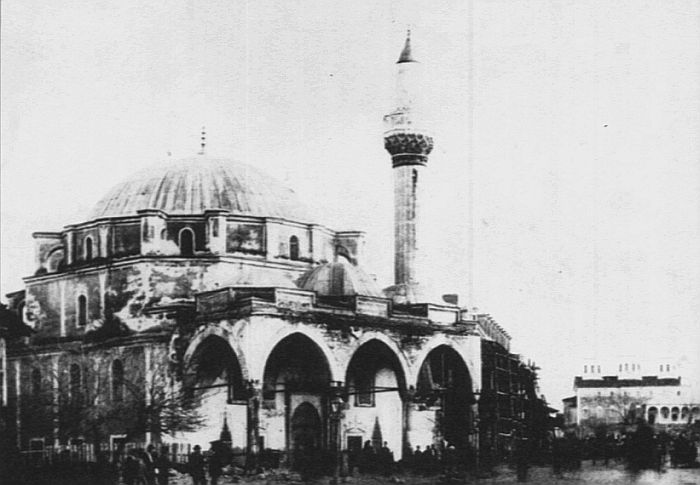
مسجد بنيا باشي في القرن التاسع عشر

مسجد بنيا باشي (بالبلغارية: Баня баши джамия, Banya bashi dzhamiya؛ بالتركية: Banya Başı Camii) مسجد في صوفيا. تم بناؤه أثناء الحقبة العثمانية في بلغاريا، تحديدا عام 1576. اشتق المسجد اسمه من جملة "Banya Bashi" والتي تعني «الحمامات الكثيرة». حيث يقع المسجد الموجود حاليا على عدة برك وحمامات قديمة، حيث يمكن مشاهدة البخار يخرج من المصارف في أرضية المسجد بالقرب من الجدران. يشتهر المسجد بقبته الضخمة ومنارته العالية.
حاليا، يعتبر مسجد بنيا باشي المسجد الوحيد المفتوح للصلاة في صوفيا ويستخدمه قرابة 8,614 شخص من أصل 1,170,842 مسلم هم عدد الجالية المسلمة في البلاد. [بحاجة لمصدر] حيث تم تحويل المسجدان الآخران المتبقيان من العهد العثماني إلى كنيسة والآخر إلى متحف.

## الطراز المعماري
بني المسجد وفقا للطراز المعماري العثماني السائد في جميع مقاطعات الدولة العثمانية آنذاك على يد المعمار العثماني سنان، ويتضح ذلك بشكل المنارة المخروطي، وطراز القبة الشبيه بمباني العثمانيين في تركيا كالجامع الأزرق وآيا صوفيا، وغيرها.

## نبذة تاريخية
كان المسجد يعتبر مركزا يجسد سيطرة المسلمين العثمانيين على البلاد، والتي استمرت ما يقارب أربعة قرون (حتى الحرب الروسية العثمانية عام 1878 وخروج بلغاريا من سيطرة العثمانيين)، حيث كان الكثير من البلغار في تلك الفترة يدخلون في الإسلام طوعا - في أغلب الأحيان، بالإضافة لهجرة الكثير من الأتراك للمدينة والبلاد بشكل عام. وكان المسجد وغيره من المساجد الأخرى تلبي حاجة المتعبدين من هؤلاء.
بقي المسجد واحد من أهم معالم صوفيا لفترة طويلة، لكنه تعرض للإهمال أثناء الحقبة الشيوعية من تاريخ البلاد (أي بعد الحرب العالمية الثانية وحتى مطلع التسعينات من القرن الفائت). إلا أنه الآن عاد ليفتح أبوابه للمصلين الذين يأتون من كل أنحاء المدينة لأداء فريضة الصلاة.